# Karl Malden
Karl Malden (Chicago, Illinois, 1912. március 22. – Brentwood, Los Angeles, Kalifornia, 2009. július 1.) Oscar- és Primetime Emmy-díjas  amerikai színész.

## Élete

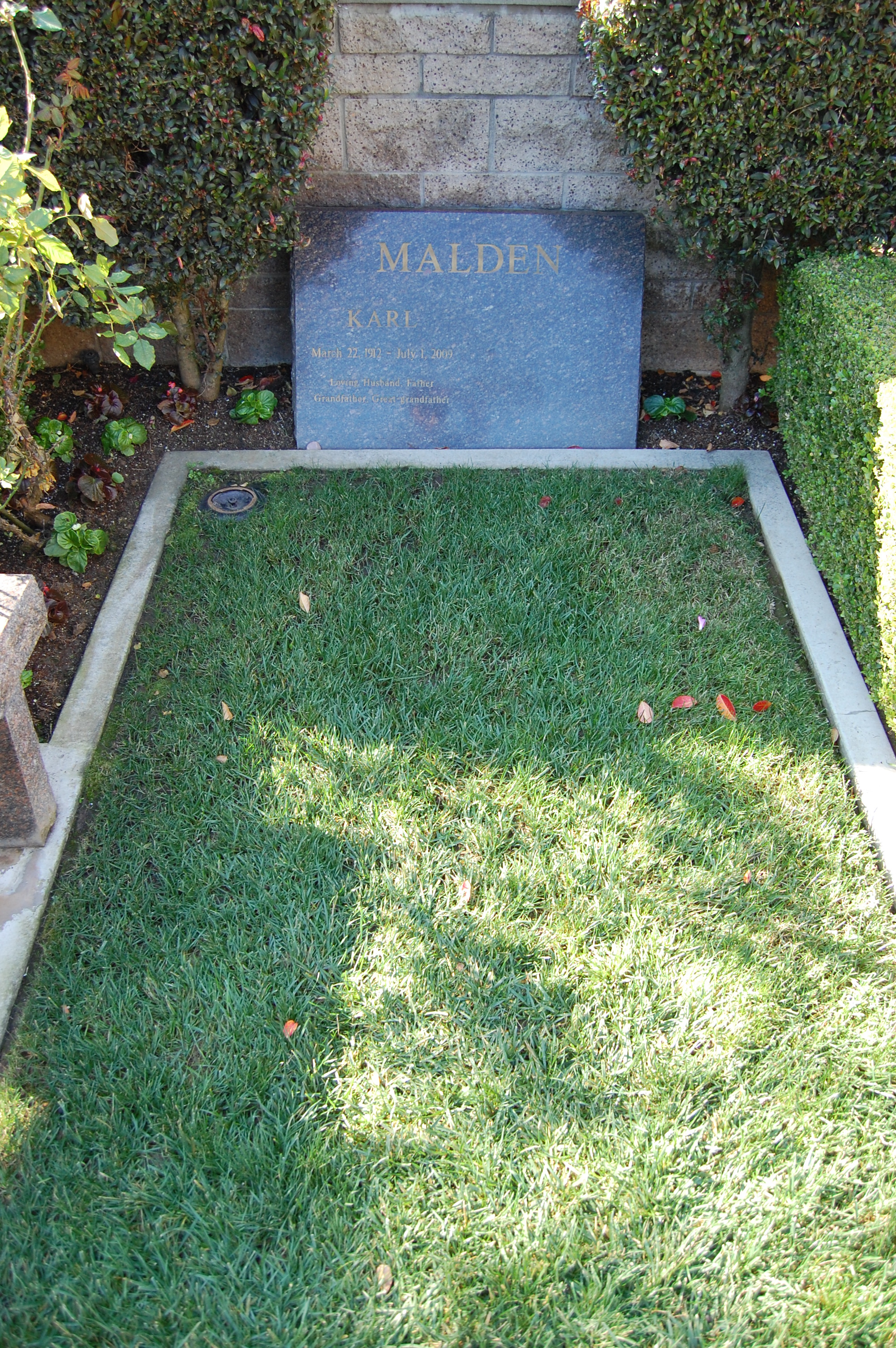
Karl Malden sírja

Mladen Djordje Sekulovic néven, szerb és cseh bevándorlók gyermekeként született az USA-ban. Korábban acélgyári munkásként dolgozott és a Broadway fénykorában váltott a színészetre. 1934-ben kapott ösztöndíjat és színésztanonc lett. A színházban ismerte meg Elia Kazant, és A vágy villamosa mellett több Arthur Miller-darabban is játszott.
Malden előbb Broadway-darabokban játszott nagy sikerrel, majd 1951-ben jött a Tennessee Williams műve alapján készült A vágy villamosa című film, amelyben Marlon Brando oldalán játszott. Alakítását egy év múlva a legjobb férfi mellékszereplőnek járó Oscar-díjjal jutalmazták.
A színész ezután több filmszerepet kapott, de a világraszóló ismertséget az 1970-es években forgatott San Francisco utcáin című televíziós sorozat (1972-1977) hozta meg számára. Filmbéli partnere, Michael Douglas később élete legfontosabb mentorának nevezte Maldent.
1938-ban vette el színésztársát, Mona Grahame-et, akitől 2 lányuk született.
2009. július 1-jén Hollywood fénykorának egyik utolsó legendája távozott az élők sorából 97 évesen.
Sírja a Westwood Village Memorial Park temetőjében található, Los Angelesben.

## Filmjei
| Év   | Magyar cím                       | Eredeti cím                        | Szerep                    | Magyar hang                                       | Rendező                 |
| ---- | -------------------------------- | ---------------------------------- | ------------------------- | ------------------------------------------------- | ----------------------- |
| 1940 |                                  | They Knew What They Wanted         | Red                       |                                                   | Garson Kanin            |
| 1944 |                                  | Winged Victory                     | Adams                     |                                                   | George Cukor            |
| 1947 |                                  | 13 Rue Madeleine                   | porond mester             |                                                   | Henry Hathaway          |
| 1947 | Bumeráng                         | Boomerang                          | White hadnagy             | Elekes Pál                                        | Elia Kazan              |
| 1947 | A halál csókja                   | Kiss of Death                      | William Cullen őrmester   |                                                   | Henry Hathaway (2)      |
| 1950 | A pisztolyhős                    | The Gunfighter                     | Mac                       |                                                   | Henry King              |
| 1950 | Ahol a járda véget ér            | Where the Sidewalk Ends            | Thomas hadnagy            |                                                   | Otto Preminger          |
| 1951 |                                  | Halls of Montezuma                 | doki                      |                                                   | Lewis Milestone         |
| 1951 | A vágy villamosa                 | A Streetcar Named Desire           | Harold 'Mitch' Mitchell   | Balázs Péter                                      | Elia Kazan (2)          |
| 1951 | A vágy villamosa                 | A Streetcar Named Desire           | Harold 'Mitch' Mitchell   | Fazekas istván                                    | Elia Kazan (2)          |
| 1951 | A vágy villamosa                 | A Streetcar Named Desire           | Harold 'Mitch' Mitchell   | Háda János                                        | Elia Kazan (2)          |
| 1952 |                                  | The Sellout                        | Buck Maxwell kapitány     |                                                   | Gerald Mayer            |
| 1952 |                                  | Diplomatic Courier                 | Ernie Guelvada őrmester   |                                                   | Henry Hathaway (3)      |
| 1952 |                                  | Operation Secret                   | Latrec                    |                                                   | Lewis Seiler            |
| 1952 |                                  | Ruby Gentry                        | Jim Gentry                |                                                   | King Vidor              |
| 1953 | Meggyónom                        | I Confess                          | Larrue felügyelő          | Szabó Gyula                                       | Alfred Hitchcock        |
| 1953 | Meggyónom                        | I Confess                          | Larrue felügyelő          | Vass Gábor                                        | Alfred Hitchcock        |
| 1953 | Foglald el a fennsíkot!          | Take the High Ground!              | Laverne Holt őrmester     |                                                   | Richard Brooks          |
| 1954 |                                  | Phantom of the Rue Morgue          | Dr. Marais                |                                                   | Roy Del Ruth            |
| 1954 | A rakparton                      | On the Waterfront                  | Barry atya                | Szabó Sándor                                      | Elia Kazan (3)          |
| 1956 | Babuci                           | Baby Doll                          | Archie Lee Meighan        | Máté Gábor                                        | Elia Kazan (4)          |
| 1957 |                                  | Fear Strikes Out                   | John Piersall             |                                                   | Robert Mulligan         |
| 1957 |                                  | Time Limit                         | fogoly                    |                                                   | Karl Malden             |
| 1957 | B-52-es bombázók                 | Bombers B-52                       | Chuck V. Brennan őrmester |                                                   | Gordon Douglas          |
| 1959 | Az akasztófa                     | The Hanging Tree                   | Frenchy Plante            | Koroknay Géza                                     | Delmer Daves            |
| 1959 | Az akasztófa                     | The Hanging Tree                   | Frenchy Plante            | Várkonyi András                                   | Delmer Daves            |
| 1960 | Pollyanna                        | Pollyanna                          | Paul Ford tiszteletes     | Pathó István                                      | David Swift             |
| 1961 |                                  | The Great Impostor                 | Devlin atya               |                                                   | Robert Mulligan (2)     |
| 1961 | A félszemű Jack                  | One-Eyed Jacks                     | Dad Longworth seriff      | Szersén Gyula                                     | Marlon Brando           |
| 1961 | A félszemű Jack                  | One-Eyed Jacks                     | Dad Longworth seriff      | Barbinek Péter                                    | Marlon Brando           |
| 1961 |                                  | Parrish                            | Judd Raike                |                                                   | Delmer Daves (2)        |
| 1962 | Mindenki elesett                 | All Fall Down                      | Ralph Willart             |                                                   | John Frankenheimer      |
| 1962 | Az alcatrazi ember               | Birdman of Alcatraz                | Harvey Shoemaker          | Szombathy Gyula                                   | John Frankenheimer (2)  |
| 1962 | Az alcatrazi ember               | Birdman of Alcatraz                | Harvey Shoemaker          | Balázsi Gyula                                     | John Frankenheimer (2)  |
| 1962 | Gypsy                            | Gypsy                              | Herbie Sommers            |                                                   | Mervyn LeRoy            |
| 1962 | A vadnyugat hőskora              | How the West Was Won               | Zebulon Prescott          | Dobránszky Zoltán 1. hang Törköly Levente 2. hang | Henry Hathaway (4)      |
| 1962 | A vadnyugat hőskora              | How the West Was Won               | Zebulon Prescott          | Dobránszky Zoltán 1. hang Törköly Levente 2. hang | John Ford               |
| 1962 | A vadnyugat hőskora              | How the West Was Won               | Zebulon Prescott          | Dobránszky Zoltán 1. hang Törköly Levente 2. hang | George Marshall         |
| 1963 | Repülj velem!                    | Come Fly with Me                   | Walter Lucas              |                                                   | Henry Levin             |
| 1964 | Halálos hasonlóság               | Dead Ringer                        | Jim Hobbson őrmester      | Papp János                                        | Paul Henreid            |
| 1964 | A Cheyenne indiánok alkonya      | Cheyenne Autumn                    | Wessels kapitány          | Szabó Gyula                                       | John Ford (2)           |
| 1964 | A Cheyenne indiánok alkonya      | Cheyenne Autumn                    | Wessels kapitány          | Rosta Sándor                                      | John Ford (2)           |
| 1965 | A Cincinnati Kölyök              | The Cincinnati Kid                 | Shooter                   | Makay Sándor                                      | Norman Jewison          |
| 1966 | Nevada Smith                     | Nevada Smith                       | Tom Fitch                 | Makay Sándor                                      | Henry Hathaway (5)      |
| 1966 | Nevada Smith                     | Nevada Smith                       | Tom Fitch                 | Papp János                                        | Henry Hathaway (5)      |
| 1966 |                                  | Murderers' Row                     | Julian Wall               |                                                   | Henry Levin (2)         |
| 1967 |                                  | Hotel                              | Keycase Milne             |                                                   | Richard Quine           |
| 1967 | Egy inas kalandjai Kaliforniában | The Adventures of Bullwhip Griffin | Higgins bíró              | Velenczey István                                  | James Neilson           |
| 1967 | Egy inas kalandjai Kaliforniában | The Adventures of Bullwhip Griffin | Higgins bíró              | Csuja Imre                                        | James Neilson           |
| 1967 | Egymilliárd dolláros agy         | Billion Dollar Brain               | Leo Newbigen              | Varga T. József                                   | Ken Russell             |
| 1967 | Egymilliárd dolláros agy         | Billion Dollar Brain               | Leo Newbigen              | Berzsenyi Zoltán                                  | Ken Russell             |
| 1968 |                                  | Blue                               | Doc Morton                |                                                   | Silvio Narizzano        |
| 1968 | Forró milliók                    | Hot Millions                       | Carlton J. Klemper        |                                                   | Eric Till               |
| 1970 | A tábornok                       | Patton                             | Omar Bradley tábornok     | Dobránszky Zoltán                                 | Franklin J. Schaffner   |
| 1970 | A tábornok                       | Patton                             | Omar Bradley tábornok     | Barbinek Péter                                    | Franklin J. Schaffner   |
| 1971 | A kilencfarkú macska             | The Cat o' Nine Tails              | Franco Arnò               |                                                   | Dario Argento           |
| 1971 | Vad vándorok                     | Wild Rovers                        | Walter Buckman            | Papp János                                        | Blake Edwards           |
| 1972 |                                  | Summertime Killer                  | John Kiley kapitány       |                                                   | Antonio Isasi-Isasmendi |
| 1979 | A Poszeidon-kaland               | Beyond the Poseidon Adventure      | Wilbur Hubbard            | Makay Sándor                                      | Irwin Allen             |
| 1979 | Meteor                           | Meteor                             | Harry Sherwood            | Szabó Sándor                                      | Ronald Neame            |
| 1979 | Meteor                           | Meteor                             | Harry Sherwood            | Makay Sándor                                      | Ronald Neame            |
| 1982 | Alkonyat                         | Twilight Time                      | Marko Sekulovic           |                                                   | Goran Paskaljević       |
| 1983 | A nagy balhé 2.                  | The Sting II                       | Gus Macalinski            | Szélyes Imre                                      | Jeremy Paul Kagan       |
| 1986 |                                  | Billy Galvin                       | Jack Galvin               |                                                   | John Gray               |
| 1987 | Call girl ötszázért              | Nuts                               | Arthur Kirk               | Mádi Szabó Gábor                                  | Martin Ritt             |

## További információ
- Hivatalos oldal
- Karl Malden a PORT.hu-n (magyarul)
- Karl Malden az Internetes Szinkronadatbázisban (magyarul)
- Karl Malden az Internet Movie Database-ben (angolul)
- Karl Malden a Rotten Tomatoeson (angolul)